# Нимфа (биология)
 Тази статия е за биологичния вид.  За женските божества вижте Нимфа.  
Нимфа в биологията е незрялата форма на някои безгръбначни, в частност насекоми, които претърпяват постепенна метаморфоза, преди да достигнат зрялост. За разлика от обичайните ларви, общата форма на нимфата прилича на тази на възрастния индивид, като се изключи липсата на крила (при крилатите видове). Освен това, въпреки че нимфата линее, тя никога не навлиза в етап на какавида. Вместо това, последният процес на линеене води до възрастно насекомо. Самите нимфи преминават през няколко стадия на развитие
Нимфи имат, например, правокрили (щурци, скакалци), полутвърдокрили (цикади, белокрилки, листни въшки) и водни кончета.
Нимфите на водни насекоми се наричат наяди. Всичките наяди на водни кончета са хищни и дишат чрез задно черво.